# Gaj (powiat gnieźnieński)
Gaj – wieś w Polsce położona w województwie wielkopolskim, w powiecie gnieźnieńskim, w gminie Witkowo.

## Historia
W latach 1975–1998 miejscowość należała administracyjnie do województwa konińskiego.
W 1997 sołtys wsi (Stanisław Janas) zdobył tytuł Najaktywniejszego Sołtysa Województwa Konińskiego, m.in. za inicjatywę budowy drogi do Bieślina.